# William Baldwin
William Joseph Baldwin (Massapequa, 21 febbraio 1963) è un attore ed ex modello statunitense.

## Biografia
Figlio di Carol Newcomb e Alexander Rae Baldwin Jr., è fratello dei noti attori Alec, Daniel e Stephen Baldwin, appartenenti alla famiglia Baldwin. Si laurea in scienze politiche alla Binghamton University, dove ha fatto parte del team di wrestling. Considerato il più bello tra i suoi fratelli, ha iniziato a lavorare come modello, apparendo anche in alcune pubblicità. Dopo aver frequentato corsi di teatro, debutta sul grande schermo nel 1989 in Linea mortale e Fuoco assassino, venendo considerato un sex symbol anche grazie alle prestazioni ad alto contenuto erotico nei film Sliver con Sharon Stone e Facile preda con Cindy Crawford, benché ambedue i film non abbiano riscosso un particolare successo al botteghino.
Quella che sembrava una carriera in ascesa si è invece arenata verso la fine degli anni novanta, e negli anni seguenti Baldwin ha partecipato a molti film minori e per la televisione. Tornato alla ribalta nel 2005, lodato da pubblico e critica per la sua interpretazione nel film Il calamaro e la balena, nel 2007 recita nel film Noise con Tim Robbins. Sempre nel 2007 fa parte del cast della serie televisiva Dirty Sexy Money, mentre nel 2010 ha partecipato alla terza stagione di Gossip Girl, nel ruolo del padre di Serena van der Woodsen.
Nel 2019 vince il premio come miglior attore al Vegas Movie Awards  per la sua interpretazione nel  cortometraggio Talk.

## Vita privata
Dal 1995 è sposato con Chynna Phillips delle Wilson Phillips. La coppia ha tre figli, Jamison (nata nel 2000), Vance Alexander (nato nel 2001) e Brooke (nata nel 2004).

## Filmografia parziale

### Cinema
- Nato il quattro luglio (Born on the Fourth of July), regia di Oliver Stone (1989)
- Affari sporchi (Internal Affairs), regia di Mike Figgis (1990)
- Linea mortale (Flatliners), regia di Joel Schumacher (1990)
- Fuoco assassino (Backdraft), regia di Ron Howard (1991)
- Tre di cuori (Three of Hearts), regia di Yurek Bogayevicz (1993)
- Sliver, regia di Phillip Noyce (1993)
- Giorni di fuoco (A Pyromaniac's Love Story), regia di Joshua Brand (1995)
- Facile preda (Fair Game), regia di Andrew Sipes (1995)
- Curdled - Una commedia pulp (Curdled), regia di Reb Braddock (1996)
- Bulworth - Il senatore (Bulworth), regia di Warren Beatty (1998)
- Autopsia di un sogno (Shattered Image), regia di Raúl Ruiz (1998)
- Virus, regia di John Bruno (1999)
- L'informatore (Primary Suspect), regia di Jeff Celentano (2000)
- La fidanzata ideale (Relative Values), regia di Eric Styles (2000)
- Double Bang, regia di Heywood Gould (2001)
- One Eyed King - La tana del diavolo (One Eyed King), regia di Robert Moresco (2001)
- Complici nel silenzio (Say Nothing), regia di Allan Moyle (2001)
- You Stupid Man, regia di Brian Burns (2002)
- Red Rover, regia di Marc S. Grenier (2003)
- Intrigo a Barcellona (Art Heist), regia di Bryan Goeres (2004)
- Il calamaro e la balena (The Squid and the Whale), regia di Noah Baumbach (2005)
- Lenexa, 1 Mile, regia di Jason Wiles (2006)
- Park, regia di Kurt Voelker (2006)
- Feel, regia di Matt Mahurin (2006)
- American Fork, regia di Chris Bowman (2007)
- Adrift in Manhattan, regia di Alfredo De Villa (2007)
- Una magica estate (A Plumm Summer), regia di Caroline Zelder (2007)
- Noise, regia di Henry Bean (2007)
- Non mi scaricare (Forgetting Sarah Marshall), regia di Nicholas Stoller (2008)
- Justice League: La crisi dei due mondi (Justice League: Crisis on Two Earths), regia di Sam Liu e Lauren Montgomery (2010) – voce
- Jock the Hero Dog, regia di Duncan MacNeillie (2011) – voce
- Dino e la macchina del tempo (Dino Time), regia di Yoon-suk Choi e John Kafka (2012) – voce
- Garbage, regia di Phil Volken (2012)
- Remnants, regia di Peter Engert (2012)
- Stranger Within - L'inganno (The Stranger Within), regia di Adam Neutzsky-Wulff (2013)
- Sexy Evil Genius, regia di Shawn Piller (2013)
- The Wisdom to Know the Difference, regia di Daniel Baldwin (2014)
- Christmas Trade - Uno scambio per Natale (Christmas Trade), regia di Joel Souza (2015)
- Blowtorch, regia di Kevin Breslin (2016)
- The Broken Key, regia di Louis Nero (2017)
- Maximum Impact, regia di Andrzej Bartkowiak (2017)
- 1st Born, regia di Ali Atshani e Sam Khoze (2018)
- Welcome to Acapulco, regia di Guillermo Iván (2019)
- Fuoco assassino 2 (Backdraft 2), regia di Gonzalo López-Gallego (2019)
- Talk, regia di Romuald Boulanger – cortometraggio (2019)
- 2 Graves in the Desert, regia di Benjamin Goalabré (2020)
- Beckman, regia di Gabriel Sabloff (2020)
- S.O.S. Survive or Sacrifice, regia di Roman Doronin (2020)
- Church People, regia di Christopher Shawn Shaw (2021)
- The Christmas Witch (La buona strega del Natale), regia di Francesco Cinquemani (2021)
- Sherlock Santa regia di Francesco Cinquemani (2022)
- Natale con i Puffins (A Day with Santa) regia di Francesco Cinquemani (2022)
- Kid Santa regia di Francesco Cinquemani (2022)
- Billie's Magic World regia di Francesco Cinquemani (2022)

### Televisione
- Delitto al Central Park (The Preppie Murder), regia di John Herzfeld – film TV (1989)
- Il potere dell'odio (Brotherhood of Murder), regia di Martin Bell – film TV (1999)
- R.U.S./H., regia di Gary Fleder – film TV (2002)
- E.D.N.Y., regia di Anthony Drazan – film TV (2003)
- Danny Phantom – serie animata, episodi 1x14-1x16-3x03 (2004-2005, 2007) – voce
- Dirty Sexy Money – serie TV, 23 episodi (2007-2008)
- Parenthood – serie TV, 8 episodi (2010)
- Gossip Girl – serie TV, 11 episodi (2010-2012)
- Hawaii Five-0 – serie TV, 5 episodi (2011-2012)
- The Craigslist Killer, regia di Stephen Kay – film TV (2011)
- 30 Rock – serie TV, episodio 6x14 (2012)
- Men at Work – serie TV, episodio 1x09 (2012)
- Una serata speciale (Be My Valentine), regia di David N. Titcher – film TV (2013)
- Wilfred – serie TV, episodio 4x06 (2014)
- Forever – serie TV, episodio 1x12 (2015)
- Hot in Cleveland – serie TV, episodio 6x13-6x15-6x16 (2015)
- Ragione o sentimento (Lead with Your Heart), regia di Bradley Walsh – film TV (2015)
- Hit the Floor – serie TV, 4 episodi (2016)
- MacGyver – serie TV, 6 episodi (2017-2019)
- Ritrovarsi a San Valentino (While You Were Dating), regia di David Winning – film TV (2017)
- The Purge – serie TV, 5 episodi (2018)
- Too Old to Die Young – miniserie TV, 4 puntate (2019)
- Northern Rescue – serie TV, 10 episodi (2019)
- Due pattini e una corona (A Royal Christmas on Ice), regia Fred Olen Ray – film TV (2022)

## Doppiatori italiani
Nelle versioni in italiano delle opere in cui ha recitato, William Baldwin è stato doppiato da:
- Vittorio De Angelis in Linea mortale, Facile preda, Virus, Il calamaro e la balena
- Massimo Lodolo in Affari sporchi, Wilfred, Sherlock Santa, Natale con i Puffins
- Massimo Rossi in Gossip Girl, MacGyver, The Christmas Witch
- Oreste Baldini in Tre di cuori, One Eyed King - La tana del diavolo
- Massimo De Ambrosis in Intrigo a Barcellona, Northern Rescue
- Vittorio Guerrieri in You Stupid Man, Forever
- Mario Cordova in Stranger Within - L'inganno
- Mauro Gravina in Delitto al Central Park
- Roberto Chevalier in Fuoco assassino, Fuoco assassino 2
- Alberto Angrisano ne L'informatore
- Christian Iansante ne La fidanzata ideale
- Tony Sansone in Complici nel silenzio
- Francesco Prando in Una serata speciale
- Francesco Pannofino in The Broken Key
- Edoardo Siravo in Dirty Sexy Money
- Angelo Maggi in Hawaii Five-0
- Oliviero Corbetta in The Purge
- Andrea Ward in Double bang
- Fabrizio Pucci in 30 Rock
- Roberto Pedicini in Sliver
- Pierluigi Astore in Un Natale principesco

Da doppiatore è sostituito da:
- Roberto Draghetti in Dino e la macchina del tempo